# Borysthenia mankeanaformis
Borysthenia mankeanaformis is een uitgestorven slakkensoort uit de familie van de Valvatidae. De wetenschappelijke naam van de soort werd voor het eerst geldig gepubliceerd in 2007 door Gozhik.